# Bikás park (stanice metra v Budapešti)
Bikás park je podzemní stanice na lince M4 budapešťského metra. Nachází se v blízkosti křižovatky ulic Tétényi út a Vahot utca v jihozápadní části města v budínském XI. městském okruhu. Postavena byla v otevřené jámě na volném prostranství (park).

## Technické údaje
- Délka stanice: 85 m
- Délka nástupišť: 80 m
- Plocha nástupišť: 1100 m²
- Niveleta stanice: 14,5 m pod úrovní terénu (od temene kolejnice)
- Počet eskalátorů: 9
- Počet výtahů: 2
- Počet výstupů: 1
- Typ stanice: Jednolodní hloubená s nástupištěm uprostřed